# Mateba (race bovine)
Pour les articles homonymes, voir Mateba.
La mateba est une race congolaise (Congo-Kinshasa) de l'espèce Bos taurus.

## Origine
La mateba est introduit en 1889, et provient du croisement de Hereford, Devon, Africander, Holstein, Shorthorn et de quelques races belges. Elle est développée à l'époque coloniale le long du fleuve Congo, près de Boma près duquel se situe l’île Mateba.